# Bränn-Ekeby
Bränn-Ekeby är en bebyggelse söder om Nyköping i Nyköpings kommun. Från 2015 avgränsar SCB här en småort.
Byn Bränn-Ekeby, är efter all förmodan forntida, bynamnet antyder ålder, och i anslutning till bebyggelsen finns ett järnåldersgravfält. I dokument omtalas byn första gången 1379, då Lars Smed och hans hustru Cecilia sålde 5 1/2 penningland jord i Bränn-Ekeby ("i Ekeby")  till Bo Jonsson (Grip).I Nils Bossons (Grip)s jordebok från omkring 1510 upptas tre frälsegårdar i Bränn-Ekeby. Dessutom redovisas under byn Ekeby hytta, det som nu är Bottenkarshyttan i Bergshammars socken. Jordeboken 1543 upptar fyra mantal i Bränn-Ekeby, ett mantal arv och eget och tre mantal frälse. Arv och egetgården hade 1493 ärvts av kyrkoherden i Öja från hans hustru och 1494 sålts till biskop Kort i Strängnäs, som donerat den till ett prebenda i domkyrkan. 1538 klandrade Kristiern Larsson (Siöblad) köpet av gården då den inte uppbjudits vid häradsrätten, och blev själv ägare, men 1539 tilldömdes den i stället Gustav Vasa. Gården doneras senare vidare, och tillhörde 1559 som frälse Sten Eriksson Leijonhufvud. Av frälsegårdarna tillhörde två Birger Nilsson (Grip) och senare hans son Nils Birgersson Grip. En gård tillhörde Ture Pedersson Bielke. Byn hette ursprungligen Ekeby, tillägget Bränn- torde ha hört samman med någon brand i byn, och finns dokumenterat första gången i början av 1600-talet. 1570 anges gårdarna ligga öde, det är möjligen då den brand som gett byn dess nuvarande namn inträffade. 